# Элкинс-Тэнтон, Линди
Линди Элкинс-Тэнтон — планетолог и профессор, её исследования касаются земной планетарной эволюции. Она является главным исследователем миссии НАСА « Психея» по исследованию металлического астероида (16) Психея, вице-президентом Межпланетной инициативы Аризонского государственного университета и соучредителем технологической компании Beagle Learning, обучающей и оценивающей совместное решение проблем и критическое мышление.

## Карьера
Доктор Элкинс-Тантон получила степень бакалавра геологии, магистра геохимии и доктора философии по геологии, все в Массачусетском технологическом институте (MIT) в Кембридже, штат Массачусетс . Она была профессором Массачусетского технологического института, ученым-исследователем в Университете Брауна и лектором в Колледже Святой Марии в Мэриленде, а также несколько лет работала в мире бизнеса. В течение 10 лет после получения докторской степени, работая адъюнкт-профессором геологии в Массачусетском технологическом институте, она была принята на работу на должность директора Департамента земного магнетизма Карнеги. 1 июля 2014 года она стала директором Школы наук о Земле и космосе Аризонского государственного университета.
Элкинс-Тэнтон возглавляет миссию НАСА «Психея» по исследованию металлического астероида (16) Psyche. Элкинс-Тэнтон — вторая женщина, возглавившая миссию НАСА к крупному объекту Солнечной системы.
Элкинс-Тантон также является соучредителем и руководителем отдела высшего образования компании Beagle Learning, которая предоставляет программные инструменты и коучинг, которые делают доступными методы обучения, основанные на исследованиях.

## Награды и отличия
Элкинс-Тантон дважды была названа научным сотрудником Kavli Frontiers of Science Национальной академии наук. В 2008 году она была награждена пятилетней премией Национального научного фонда CAREER, а в 2009 году была названа выдающимся научным руководителем факультета Массачусетского технологического института. В 2010 году она была награждена премией Лоуэлла Томаса Клуба исследователей за исследование вымирания. В 2013 году она была названа научным сотрудником Астора в Оксфордском университете, организованном Тэмсин Мэзер. В 2016 году она была названа членом Американского геофизического союза. В 2020 году она была удостоена премии Артура Л. Дэя и лектора. В её честь назван астероид 8252 Элкинс-Тантон. Она является членом Национальной академии наук и Американской академии искусств и наук, а в 2022 году Уильям Морроу опубликовал свои мемуары "Портрет ученого в образе молодой женщины ".
В 2022 году недавно обнаруженный минерал элкинстантонит был назван в честь Элкинс-Тантон доктором Эндрю Лококом из Университета Альберты .

## Избранные публикации
- The Solar System Six-Volume Set. — ISBN 978-0-8160-8347-3.
- Volcanism and Global Environmental Change. — С. 310. — ISBN 978-1107058378.
- A Portrait of the Scientist as a Young Woman: A Memoir. — С. 272. — ISBN 978-0063086906.